# Jnan Prakash Ghosh
Jnan Prakash Ghosh (Calcuta, 8 de mayo de 1909 - 18 de febrero de 1987) fue uno de los cantantes y tablistas más famosos de la India. También fue compositor, profesor y musicólogo . Tocaba la guitarra hawaiana y tenía un buen conocimiento de todos los instrumentos de percusión de la India, además de ser un buen cantante, acompañado con un ritmo armonioso.
También fue acompañado con otros famosos artistas de su país como Ustad Ali Akbar Khan y Pandit Ravi Shankar.
Nació en el seno de una familia musical en Calcuta, era hijo de Dwarik Ghosh, un inventor de la Dwarkin armonica. Tuvo una brillante educación general (estudió en una universidad), practicaba deportes y pintura, pero una lesión en el ojo durante un partido de fútbol tuvo que alejarse de esta carrera.
Tomó clases de música con grandes maestros como Girija Shankar Chakrabarty, Mohammed Mohammed Sagir Dabir Khan y Khan (en técnicas vocales) y Ustad Majid Khan y Ustad Gharana Farukkabad Feroze Khan de Punjab Gharana (en técnicas de la tabla).
Trabajó 15 años en el All India Radio como productor en hindi, bengalí e inglés. También inventó el "Ramayangeeti", una fusión de música india tradicional y moderno.
Fundó la Academia de Música y de Investigación llamada Sourav Sangeet. Él creó muchas partituras para el cine, incluyendo el Jodubhatta bengalí. Trabajó con la dirección musical con artistas Grammophon.
Como un gurú, él entrenó a tres generaciones:
- Los famosos de la tabla:
  - 1.º: Nikhil Ghosh
  - 2.º: Kanai Dutta, Shyamal Bose, Shankar Ghosh.
  - 3.º: Anindo Chatterjee, Sanjay Mukherjee, Govind Bose, Abhijit Bannerjee et son fils Malhar Ghosh.
- famosos cantantes:
  - 1.º: Prasun Bannerjee, Smt Meera Bannerjee, A Kannan, Malvika Kannan.
  - 2.º: Tanima Thakur
  - 3.º: Ajay Chakrabarty, Arun Bhaduri.

## Discografía
- The Drums of India. Vol 1
- The Drums of India. Vol 2